# Fahlschenkel-Höschenkolibri
Der Fahlschenkel-Höschenkolibri (Haplophaedia assimilis) ist eine Vogelart aus der Familie der Kolibris (Trochilidae), die in den Ländern Peru und Bolivien verbreitet ist. Der Bestand wird von der IUCN als „nicht gefährdet“ (least concern) eingeschätzt.

## Merkmale
Der Fahlschenkel-Höschenkolibri erreicht eine Körperlänge von etwa 9 bis 10 cm bei einem Gewicht von 5,0 bis 6,0 g. Beide Geschlechter ähneln sich. Der Schnabel ist gerade und schwarz. Das gesamte Gefieder ist dunkel grün. Die Federbüschel an den Beinen sind blass cremefarben gelbbraun bis weißlich. Der blauschwarze Schwanz ist leicht gegabelt. Jungtiere ähneln ausgewachsenen Exemplaren, haben aber braune Fransen am Kopf und an den Nackenfedern.

## Verhalten und Ernährung
Der Fahlschenkel-Höschenkolibri bezieht seinen Nektar von kleineren Pflanzengruppen. Er gilt als territorialer Kolibri, dessen Futterterritorium normalerweise in der Mitte einiger blühender Büsche ist. Die Insekten sammelt er von Blättern ab, die Jagd nach ihnen im Flug ist eher untypisch.

## Lautäußerungen
Der Gesang des Fahlschenkel-Höschenkolibris besteht aus einzelnen schrulligen tsuk...tsuk...tsuk...-Tönen, die er in einer Frequenz von 1,5 bis 2 Tönen pro Sekunde von sich gibt. Gelegentlich streut er zwei Töne, die wie tsi-tsuk klingen, mit ein. Der Gesang ist ähnlich wie der des Kupferglanz-Höschenkolibris, ist aber etwas schneller. Außerdem beinhalten seine Laute trockene, rasselnde und einige schnatternde Töne, die er in Serie von sich gibt.

## Fortpflanzung
Das Gelege des Fahlschenkel-Höschenkolibris besteht aus zwei weißen Eiern. Die Bebrütung erfolgt ausschließlich durch das Weibchen. Sonst liegen keine weiteren Daten zur Brutbiologie des Vogels vor.

## Verbreitung und Lebensraum

Verbreitungsgebiet des Fahlschenkel-Höschenkolibris

Der Fahlschenkel-Höschenkolibri bevorzugt das Unterholz von feuchten pre-montanen Wäldern und Waldrändern in Höhenlagen von 1500 bis 3000 Metern. Allerdings ist er selten über 2500 Meter unterwegs. Die Nominatform ist an den östlichen Hängen im südlichen Peru in der Region Cusco bis ins zentrale Bolivien im Departamento Cochabamba anzutreffen. Die Unterart  H. a. affinis kommt in den östlichen Anden des nördlichen und zentralen Perus in der Region Amazonas bis in die Region Huánuco vor. Außerdem kommt sie in den Cerros del Sira in der Region Ucayali vor.

## Migration
Es wird vermutet, dass der Fahlschenkel-Höschenkolibri ein saisonaler Strichvogel ist, der gelegentlich in die gemäßigteren Zonen zieht.

## Unterarten
Es sind zwei Unterarten bekannt:
- Haplophaedia assimilis affinis (Taczanowski, 1884)[3] kommt im nördlichen und zentralen Peru vor. Die Unterart wirkt insgesamt etwas dunkler als die Nominatform. Der Schwanz ist bläulicher und die Federbüschel sind blass rotbraun.[1]
- Haplophaedia assimilis assimilis (Elliot, DG, 1876)[4] – die Nominatform ist im Südosten Perus und dem Westen Boliviens verbreitet.

## Etymologie und Forschungsgeschichte
Die Erstbeschreibung des Fahlschenkel-Höschenkolibris erfolgte 1876 durch Daniel Giraud Elliot unter dem wissenschaftlichen Namen Eriocnemis assimilis. Das Typusexemplar wurde von Clarence Buckley  in Bolivien gesammelt. 1918 führte Eugène Simon die neue Gattung Haplophaedia für den Kupferglanz-Höschenkolibri ein. Dieser Name leitet sich von den griechischen Wörtern ἁπλόος haplóos für „pur, einfach“ und φαιδρός phaidrós für „glänzend, strahlend“ ab. Der Artname assimilis ist das lateinische Wort für „ähnlich, gleich“, da Elliot eine Ähnlichkeit zum Kupferglanz-Höschenkolibri erkannte. Affinis ist das lateinische Wort für „in Beziehung, verwandt, nachbarschaftlich“.